# Oblinghem
Oblinghem település Franciaországban, Pas-de-Calais megyében. Lakosainak száma 384 fő (2022. január 1.). Oblinghem Gonnehem, Chocques és Vendin-lès-Béthune községekkel határos.

## Népesség
A település népességének változása:
| Lakosok száma | 269  | 364  | 375  | 379  | 380  | 380  | 381  | 383  | 384  |
|               | 2013 | 2015 | 2016 | 2017 | 2018 | 2019 | 2020 | 2021 | 2022 |